# Marina Makanza
Marina Makanza (La Tronche, 1 de julio de 1991) es una futbolista francesa que juega como delantera en el Paris FC.

## Trayectoria
Comenzó en 2005 en el Claix, de 2ª División. En 2008 debutó en Primera con el Saint Etienne.
Tras destacar en el Mundial sub-20 2010, en 2010 fichó por el Friburgo alemán. En 2012 debutó con la selección francesa, y al año siguiente regresó a la liga francesa en el Montpellier.
En el año 2015 fichó para el 1. FFC Turbine Potsdam alemán.